# Bactrocera prabhui
Bactrocera prabhui is een vliegensoort uit de familie van de boorvliegen (Tephritidae). De wetenschappelijke naam van de soort werd voor het eerst geldig gepubliceerd in 2019 door David.